# Silvetia
Silvetia é um gênero de alga-parda, da família Fucaceae, encontrada na zona entremarés de  costas rochosas no Oceano Pacífico. Originalmente foram classificadas como do gênero Pelvetia. Em 1999, Silvetia sp. foi classificada como uma espécie separada de Pelvetia canaliculata devido as diferenças na estrutura ovogonia e das sequências dos ácidos nucleicos do rDNA. Foram renomeadas em honra ao botânico Paul Silva. O gênero tem três espécies e uma subespécie.

## Taxonomia
Esta é a lista de espécies do gênero Silvetia
- Silvetia babingtonii (Harvey, 1860)[2] (E.Serrão, T.O.Cho, S.M.Boo e Brawley, 1999)
- Silvetia compressa (J.Agardh, 1848)[3](E.Serrão, T.O.Cho, S.M.Boo e Brawley, 1999)
  - Silvetia compressa deliquescens (Abbott e Hollenberg, 1976)
- Silvetia siliquosa (Tseng e C. F. Chang, 1953)[4] (E.Serrão, T.O.Cho, S.M.Boo e Brawley, 1999)